# قصعين أبيض
قصعين أبيض (الاسم العلمي: Salvia alba) هو نوع نباتي يتبع جنس القصعين من فصيلة الشفوية.